# Mark Spicoluk
 (septembre 2020).
Mark Spicoluk est né le 2 juin 1979 à Ajax en Ontario, Canada. Quand il était au lycée, ses copains l'appelait « London », aucune raison valable n'a encore expliqué le sujet. Il est végétarien.
Mark a fait partie du groupe Sum 41 en tant que bassiste, mais a été ensuite remplacé par Cone, puis, en 2002, il rejoint la formation d'Avril Lavigne, toujours en tant que bassiste. Il en repartira en septembre 2002, remplacé par Charlie Moniz. Il a également joué dans le groupe Closet Monster.